# Irak'li Tsirek'idze
Irak'li Tsirek'idze (in georgiano ირაკლი ცირეკიძე?; 3 maggio 1982) è un judoka georgiano, vincitore della medaglia d'oro nella categoria fino a 90 kg alle Olimpiadi del 2008.
.

## Palmarès
- Giochi olimpici estivi

2008 - Pechino: oro nei 90 kg.
- Campionato mondiale di judo

2007 - Rio de Janeiro: oro nei 90 kg.
2011 - Parigi: bronzo nei 100 kg.
- Campionati europei di judo

2007 - Belgrado: argento nei 90 kg.
2008 - Lisbona: bronzo nei 90 kg.
2011 - Istanbul: bronzo nei 100 kg.